# Jens Vahl (präst)
Jens Vahl, född den 24 november 1828, död den 1 april 1898, var en dansk präst, brorson till Jens Vahl, bror till Johannes Vahl.
Vahl blev teologie kandidat 1854, komminister 1856 och kyrkoherde 1864, sedan 1884 i Nørre Vedby på Falster. Vahl utövade omfattande verksamhet i både den inre och yttre missionens tjänst. Redan 1858 deltog han i stiftandet av en förening för utgivning av religiösa småskrifter och var alltsedan medlem av denna förenings styrelse. Han var också medlem av styrelserna för Foreningen for indre mission sedan 1876, för Dansk missionsselskab sedan 1870 (sedan 1889 ordförande) samt för Evangelisk alliance.
Vahl var en flitig författare och utgav Lapperne og den lapske mission (1866), Alaska (1872), Husandagtsbog (1875) och Missionsatlas (1883-87), med översikt över hela den kristna missionens historia. Dessutom utgav Vahl flera kyrkliga tidskrifter: "Almindelig kirketidende" (sedan 1860), "Ny kristelig samler" (sedan 1868) och "Nordisk missionstidsskrift" (sedan 1890).